# Вулиця Дмитра Янченка (Бровари)
Ву́лиця Дмитра Янченка — вулиця у місті Бровари Київської області.

## Опис
Вулиця Дмитра Янченка має протяжність 1435 метрів. Забудова — переважно приватна садибна, усього близько 130-ти садиб. Покриття вулиці — асфальтобетонне.

## Розміщення
Вулиця Дмитра Янченка простягається місцевостями Пекарня та Старий центр. За даними краєзнавця Василя Сердюка, її початок лежить в історичній місцевості Тарарасовка, що в 1990-х роках також відома як Горка. Окрім того, вулиця лежить в межах місцевості Козацькі городи, яку пізніше називали Казені городи.
Починається від вулиці Євгенія Зеленського на межі Києва та Броварів; закінчується провулком Старотроїцьким, неподалік від зупинки броварських маршрутних таксі «Старий центр». Примикають вулиці Биківнянська, Анатолія Луценка, Армії УНР, Сєрова, Запорізька, Леонтовича, Старотроїцька, а також декілька безіменних провулків.

## Історія
До 2015 року вулиця мала назву Андрєєва — на честь голови ревкому, одного з перших організаторів радянської окупаційної влади у Броварах, Антона Веремійовича Андрєєва. Офіційно затвердженою назвою була «вулиця Андрєєва», втім, відповідно до українських правописних норм написання російських прізвищ назва мала би бути «вулиця Андреєва». Сучасна назва — Дмитра Янченка — із 25 грудня 2015 року, на честь загиблого учасника російсько-української війни, броварця Дмитра Янченка.